# Косыгин, Алексей Николаевич
Алексе́й Никола́евич Косы́гин (8 [21] февраля 1904, Санкт-Петербург — 18 декабря 1980[…], Москва) — советский политический, государственный и партийный деятель. Председатель Совета министров СССР (1964—1980), член Президиума, Политбюро ЦК КПСС (1948—1952; 1960—1980). Инициатор Косыгинской реформы 1965 года. Дважды Герой Социалистического Труда (1964, 1974).
Первый заместитель председателя Совета министров СССР (1960—1964), министр промышленности товаров широкого потребления (1953—1954), министр лёгкой промышленности (1948—1953), министр финансов (1948), народный комиссар народной промышленности СССР (1939—1940), председатель Совета министров РСФСР (1943—1946). Член КПСС с 1927 года, член ЦК ВКП(б), КПСС (1939—1980), кандидат в члены Политбюро ЦК ВКП(б), Президиума ЦК КПСС (1946—1948; 1952—1953; 1957—1960). Депутат Верховного Совета СССР (1946—1980).
В ходе его экономической реформы в 1965—1970 годах, была расширена самостоятельность предприятий, которым предоставлялась возможность распоряжаться прибылью и предусматривались механизмы материального стимулирования производителей в результатах и качестве труда. В результате, объём промышленного производства вырос на 50 %, а прирост национального дохода составил рекордные 45 %.

## Ранние годы и карьера
Родился 8 (21) февраля 1904 года (по другим данным — 21 февраля (5 марта) 1904 года, см. выписку из метрической книги) в семье токаря петербургского минно-торпедного завода «Лесснер» Николая Ильича, выходца из крестьян Коломенского уезда Московской губернии, и Матроны Александровны Косыгиных.
С конца 1919 года по март 1921 года служил в 7-й армии, в 16-м и 61-м военно-полевом строительстве на участке Петроград — Мурманск.
В 1921—1924 годах был слушателем Всероссийских продовольственных курсов Наркомпрода и учился в Петроградском кооперативном техникуме, после окончания которого направлен в Новосибирск инструктором Новосибирского областного союза потребительской кооперации. В 1924—1926 годах работал в Тюмени (проживал на нынешней ул. Осипенко, 28; по другим данным — на ул. Осипенко, 18) инструктором городского отдела Облпотребкооперации. В 1924 году вступил в ВЛКСМ. В октябре 1925 года Новосибирская организация ВКП(б) приняла А. Н. Косыгина кандидатом в члены партии на условиях двухгодичного кандидатского срока.
С 1926 года по 1928 год работал в городе Киренск (ныне — Иркутская область) членом правления, заведующим организаторским отделом Ленского союза потребительской кооперации. 28 ноября 1927 года Киренская районная партийная организация перевела его из кандидатов в члены ВКП(б). В 1928 году по инициативе первого секретаря Сибирского крайкома ВКП(б) Роберта Эйхе Косыгин был приглашён в Новосибирск, где работал заведующим плановым отделом Сибирского краевого союза потребкооперации (в Новосибирске проживал на ул. 1905 года, 13).
По возвращении в 1930 году в Ленинград поступил в Ленинградский текстильный институт, который окончил в 1935 году. Уже на пятом курсе работал мастером на Текстильной фабрике имени Желябова, а по окончании института — начальником смены, цеха. С 1937 года по 1938 год — директор фабрики «Октябрьская» в Ленинграде.
В 1938 году по инициативе Жданова назначен на пост заведующего промышленно-транспортным отделом Ленинградского обкома ВКП(б), в том же году стал председателем Ленинградского горисполкома. 2 января 1939 возглавил Наркомат лёгкой промышленности.
21 марта 1939 года на XVIII съезде избран членом ЦК ВКП(б). В том же году назначен на пост народного комиссара текстильной промышленности СССР, который занимал до 1940 года. В апреле 1940 года в возрасте 36 лет назначен заместителем председателя СНК СССР и председателем Совета по товарам широкого потребления при СНК СССР.

### Великая Отечественная война
24 июня 1941 года назначен заместителем председателя Совета по эвакуации при СНК СССР, 1 июля 1941 года — заместителем председателя Комитета продовольственного и вещевого снабжения Красной Армии.
11 июля по решению Государственного комитета обороны при Совете по эвакуации была создана специальная группа инспекторов, возглавляемая Косыгиным. Под контролем этой группы во второй половине 1941 года были полностью или частично эвакуированы 1523 предприятия, в числе которых 1360 — крупные. 25 октября вошёл в Комитет по эвакуации в глубь страны из прифронтовой зоны запасов продовольствия, сырья, промышленных товаров, оборудования холодильников, текстильных, швейных, табачных фабрик и мыловаренных заводов, табачного сырья и махорки, мыла и соды. С 25 декабря — член Комитета по разгрузке железных дорог, созданного ГКО «для разгрузки транзитных и всяких иных застрявших надолго грузов на железных дорогах».
С 19 января по июль 1942 года в качестве уполномоченного ГКО в блокадном Ленинграде выполнял работу по снабжению мирного населения города и войск, а также участвовал в работе местных советских и партийных органов и Военного совета Ленинградского фронта. Одновременно с этим руководил эвакуацией мирного населения из блокадного города и участвовал в создании «Дороги жизни», выполняя постановление «О прокладке трубопровода по дну Ладожского озера».
23 августа 1942 года назначен уполномоченным ЦК ВКП(б) и СНК СССР по обеспечению заготовок местных видов топлива, а 23 июня 1943 года — председателем Совета народных комиссаров РСФСР (с 15 марта 1946 года — Совет министров РСФСР).
В 1944 году возглавил Валютный комитет, в который входили наркомы внешней торговли, финансов, Госконтроля и председатель Госбанка.

### Послевоенная карьера
В 1945 году назначен на пост председателя Оперативного бюро Совета народных комиссаров РСФСР, привлекался к работе Специального (атомного) комитета. По предложению директора Радиевого института В. Г. Хлопина и первого секретаря Ленинградского обкома и горкома ВКП(б) А. А. Кузнецова А. Н. Косыгин с сотрудником Госплана Н. А. Борисовым в соответствии с решением Спецкомитета выделили дополнительные площади Радиевому институту.
19 марта 1946 года утверждён заместителем председателя Совета министров СССР с освобождением 23 марта от обязанностей Председателя СМ РСФСР. В марте того же года избран кандидатом в члены Политбюро ЦК ВКП(б). И. В. Сталин всё больше благоволит Косыгину, видя в нём будущего главу правительства.
Во время голода 1946—1947 годов руководил оказанием продовольственной помощи наиболее пострадавшим районам.
С 1946 года по 1947 год занимал пост заместителя председателя Бюро Совета министров СССР. 8 февраля 1947 года назначен на пост председателя Бюро по торговле и лёгкой промышленности при Совете министров СССР.
В феврале 1948 года избран членом Политбюро ЦК ВКП(б). 16 февраля назначен на пост министра финансов СССР. 9 июля освобождён от обязанностей Председателя Бюро по торговле и лёгкой промышленности при Совете министров, а 28 декабря утверждён министром лёгкой промышленности СССР (занимал этот пост до 1953 года), с освобождением от обязанностей министра финансов СССР.
С 1948 года по 1953 год — член Бюро СМ СССР. 7 февраля 1949 года назначен на пост председателя Бюро по торговле при Совете министров СССР. 16 октября 1952 года избран кандидатом в члены Президиума ЦК КПСС.
В 1951 году возглавил комиссию, рассматривавшую вопрос о роспуске ФТФ МГУ.

#### Эпоха Никиты Хрущёва
После смерти Сталина потерял пост заместителя председателя Совета министров, который занимал с апреля 1940 года, и 15 марта 1953 года с поста министра лёгкой промышленности СССР был назначен министром лёгкой и пищевой промышленности СССР (возглавленное им министерство было образовано тогда же объединением четырёх министерств: возглавлявшегося им до этого министерства лёгкой промышленности, министерства пищевой промышленности (возглавлял И. К. Сиволап), министерства мясной и молочной промышленности (возглавлял И. А. Кузьминых) и министерства рыбной промышленности (возглавлял Д. В. Павлов)).
24 августа 1953 года министерство лёгкой и пищевой промышленности было реорганизовано в министерство промышленности продовольственных товаров под его началом. 7 декабря вновь получил пост заместителя председателя Совета министров; 22 декабря назначен председателем Бюро по промышленности продовольственных и промышленных товаров широкого потребления при СМ СССР.
23 февраля 1955 года освобождён от обязанностей министра промышленности товаров широкого потребления СССР и 26 февраля утверждён членом Президиума Совета министров СССР, а 22 марта — членом комиссии Президиума Совета министров СССР по текущим делам. 26 августа назначен заместителем председателя комиссии Президиума Совета министров СССР по вопросам производства товаров широкого потребления.
25 декабря 1956 года назначен первым заместителем председателя Госэкономкомиссии Совета Министров СССР по текущему планированию народного хозяйства — министром СССР с освобождением от обязанностей заместителя Председателя Совета министров СССР.
23 мая 1957 года назначен первым заместителем председателя Госплана СССР, а 4 июля — заместителем председателя Совета министров СССР. В 1957 году утверждён членом Главного Военного Совета при Совете обороны СССР. В июне 1957 года избран кандидатом в члены Президиума ЦК КПСС. Поддержка Никиты Сергеевича Хрущёва на июньском Пленуме 1957 года позволила Косыгину вернуться в члены Президиума ЦК (29 июня 1957 — 4 мая 1960).
31 марта 1958 года назначен на пост заместителя председателя Президиума Совета министров СССР, а 13 октября — председателем Комиссии Президиума Совета министров СССР по вопросам цен.
С 20 марта 1959 года по 4 мая 1960 года — председатель Госплана СССР.
В 1959 году утверждён членом Совета Обороны СССР, 24 марта того же года назначен представителем СССР в Совете Экономической Взаимопомощи (СЭВ). 13 августа 1959 года освобождён от обязанностей председателя Комиссии Президиума Совета министров СССР по вопросам цен.
4 мая 1960 года избран членом Президиума ЦК КПСС и на последующих съездах и пленумах ЦК избирался членом ЦК КПСС и членом Политбюро ЦК КПСС. С 4 мая 1960 года — первый заместитель Председателя Совета министров СССР.
28 апреля 1962 года утверждён членом Президиума Совета министров СССР.
20 февраля 1964 года «за большие заслуги перед Коммунистической партией и Советским государством в коммунистическом строительстве» и в связи с 60-летием со дня рождения Косыгину присвоено звание Героя Социалистического Труда.
На заседании Президиума ЦК КПСС, проходившего 13—14 октября 1964 года, когда обсуждался вопрос о снятии Н. С. Хрущёва, Косыгин назвал стиль правления Хрущёва «не ленинским» и поддержал группу, выступавшую за его смещение.

## Во главе Совета министров СССР (1964—1980)
С 15 октября 1964 года по 23 октября 1980 года — Председатель Совета министров СССР. Занимал этот пост в течение 16 лет, что является рекордом пребывания на данной должности.
Находясь на посту Председателя Совета министров СССР, добивался проведения экономических реформ, изложенных им в докладе об улучшении управления промышленностью, совершенствовании планирования и усилении экономического стимулирования промышленного производства на Пленуме ЦК КПСС, проходившем в сентябре 1965 года. Суть этих реформ сводилась к децентрализации народнохозяйственного планирования, повышению роли интегральных показателей экономической эффективности (прибыль, рентабельность) и увеличению самостоятельности предприятий.
Восьмая пятилетка (1966—1970), прошедшая под знаком экономических реформ Косыгина, стала самой успешной в советской истории и получила название «золотой». В 1970 году национальный доход достиг уровня 186 % по отношению к 1960 году, производство предметов потребления — 203 %, розничный товарооборот — 198 %, фонд зарплаты — 220 %. Экономический успех был достигнут за счёт расширения хозяйственной самостоятельности предприятий, резкого сокращения утверждаемых сверху показателей. Вместо показателя валовой продукции устанавливался показатель реализованной продукции, вместо показателя себестоимости — показатели прибыли и рентабельности, повышалось значение хозяйственных связей предприятий, договорных отношений между субъектами микроэкономики.
В 1974 году Косыгину во второй раз присвоено звание Героя Социалистического Труда.
Внёс существенный вклад в нормализацию отношений между СССР и Китаем во время пограничного конфликта на острове Даманский, встретившись в Пекине на аэродроме с премьером Госсовета КНР Чжоу Эньлаем. При посредничестве советской дипломатии и лично Косыгина в 1966 году была подписана Ташкентская декларация — соглашение о прекращении военных действий между Индией и Пакистаном.
По свидетельству В. И. Варенникова, в 1979 году Косыгин был единственным членом Политбюро, не поддержавшим решение об отправке советских войск в Афганистан, и с этого момента у него произошёл полный разрыв с Брежневым и его окружением.
Внёс большой вклад в подготовку и проведение в СССР Олимпийских игр 1980 года.
21 октября 1980 года освобождён от обязанностей члена Политбюро ЦК КПСС, 23 октября — от обязанностей Председателя Совета Министров СССР на основании поданного заявления в связи с ухудшением состояния здоровья. По воспоминаниям члена Политбюро ЦК КПСС, первого секретаря Московского горкома КПСС В. В. Гришина, Косыгин, уже находясь в больнице, переживал за осуществление предстоящей 11-й пятилетки (1981—1985 годы), опасался её полной неудачи, говорил о нежелании Политбюро конструктивно заниматься решением этого вопроса.

### Болезнь и смерть
В 1976 году Косыгин пережил инсульт, а в октябре 1979 и в августе 1980 года — повторные инфаркты миокарда. Умер в больнице 18 декабря 1980 года после внезапной остановки сердца. О кончине «видного деятеля Коммунистической партии и Советского государства» официальная советская пресса сообщила только через три дня. Прощание прошло в Центральном доме Советской Армии. После кремации тела Алексея Косыгина в ночь на 23 декабря, днём после траурного митинга на Красной площади в Москве состоялись похороны; урну с прахом в Кремлёвской стене установил Н. А. Тихонов, ранее сменивший Косыгина на посту председателя Совета министров СССР. Первая программа ЦТ вела прямую трансляцию (были внесены изменения в сетку вещания).

## Семья
Мария Николаевна Косыгина (1903—1973) — сестра А. Н. Косыгина по состоянию здоровья нигде не работала и жила в его семье до самой смерти.
В 1927 году Алексей Косыгин женился на Клавдии Андреевне Кривошеиной (1908 — 1 мая 1967) — родственнице Зинаиды Дмитриевны Воиновой (1906—1971), будущей жены Алексея Кузнецова.
Дочь Людмила Алексеевна Гвишиани-Косыгина (1928—1990) — после окончания МГИМО работала в Главном архивном управлении МИД СССР, директором Библиотеки иностранной литературы, была членом редакционного совета издательства «Художественная литература».
Зять Джермен Гвишиани (1928—2003) — сын крупного чекиста Михаила Гвишиани (начальника личной охраны Лаврентия Берии), известный советский учёный, академик, специалист в области управления. В 1951 году, удочерённая его отцом, Лаура Васильевна Харадзе (1930—1987) вышла замуж за Евгения Примакова.
Внучка Татьяна — кандидат юридических наук, окончила МГИМО. Внук Алексей — учёный в области геофизики и математических методов искусственного интеллекта, доктор физико-математических наук, профессор, зам. генерального директора Объединённого института физики Земли имени О. Ю. Шмидта РАН, автор многих монографий и научных трудов.
Правнучка Екатерина, дочь Алексея — руководитель Фонда культуры «Екатерина», по образованию — экономист-математик.

## Факты
Косыгин увлекался спортом: гребля, лыжи, бег, волейбол, горные походы, «городки», — и держал себя в тонусе. Активные занятия спортом Алексей Николаевич прекратил после микроинсульта в 1978 году.
В 1967 году личным распоряжением Косыгин вдвое (со 120 до 250 рублей) увеличил пенсию В. М. Молотову. К. Т. Мазуров вспоминал: «Только этому не будем говорить, — сказал Алексей Николаевич и провёл пальцем по бровям. — Молотов есть Молотов».
Летом 1969 года 65-летний Косыгин со своим близким другом 69-летним президентом Финляндии Урхо Кекконенном совершили пеший переход через Кавказский хребет.
1 августа 1976 года, во время прогулки на байдарке, потерял сознание и чуть не утонул, пережив клиническую смерть, что резко подорвало его здоровье. В октябре 1979 года пережил тяжёлый инфаркт.

## Награды
- Дважды Герой Социалистического Труда

- 20.02.1964 — за большие заслуги перед Коммунистической партией и Советским государством и в связи с 60-летием со дня рождения
- 20.02.1974 — за большие заслуги перед Коммунистической партией и Советским государством и в связи с 70-летием со дня рождения

- шесть орденов Ленина:

1. 07.04.1939 — «за перевыполнение плана, за проявленные образцы стахановской работы на предприятиях текстильной промышленности» (как бывшего директора фабрики «Октябрьская» в городе Ленинграде)
2. 22.02.1944
3. 20.02.1954 — в связи с 50-летием со дня рождения и отмечая заслуги перед Советским государством
4. 20.02.1964 — к званию Герой Социалистического Труда
5. 02.12.1971 — «за заслуги в деле обеспечения успешного выполнения заданий пятилетнего плана развития народного хозяйства СССР на 1966—1970 гг.» («Не подлежит опубликованию»)[42];
6. 20.02.1974 — к званию Герой Социалистического Труда

- орден Октябрьской революции (20.02.1979),
- орден Красного Знамени (07.03.1943),
- медали СССР,
- знак «50 лет пребывания в КПСС»
- Орден Клемента Готвальда (Чехословацкая Социалистическая Республика, 21.02.1979)[43],
- Орден Белого Льва 1-й степени (Чехословацкая Социалистическая Республика, 1970),
- Большой крест ордена «Солнце Перу»[44]
- Большая лента ордена Заслуг перед Польской Народной Республикой (1975).
- Награда Освободительной войны Бангладеш.
- Орден «Георгий Димитров» (20.02.1974)[45].

## Память

###### Ленинград и область
Мемориальная доска и барельефный портрет А.Н. Косыгину установлены на фасаде Ленинградского текстильного института (Большая Морская улица, 18). На родине А. Н. Косыгина, в Ленинграде в 1981 году Кантемировская улица получила название: «улица Косыгина», но уже в 1982 году улице было возвращено прежнее название. 25 октября 1982 года Ладожский проспект был переименован в проспект Косыгина, а на фасаде дома № 21 по проспекту Наставников в честь А. Н. Косыгина установлена памятная доска. На Аллее Героев в Московском парке Победы (Ленинград) 21 февраля 1977 года был открыт бюст А. Н. Косыгина работы скульптора Н. В. Томского.

###### Москва и область
В 1981 году бо́льшая часть Воробьёвского шоссе в Москве была переименована в улицу Косыгина. На этой улице, в особняке на Воробьёвых горах, жил Косыгин (ныне ул. Косыгина, д. 8). Имя Алексея Косыгина присвоено в 1981 году Московскому текстильному институту (РГУ им. А. Н. Косыгина). В 2005 году правительство Москвы приняло решение об установке бронзового бюста у дома № 8 по улице Косыгина (бывшее Воробьёвское шоссе), где жил Алексей Николаевич. Бюст изготовлен Николаем Томским и открыт 14 октября 2008 года. Школа имени А. Н. Косыгина находится в посёлке Архангельское Красногорского района Московской области. На территории музея-усадьбы «Архангельское» (в 0,5 км от школы) находилась правительственная дача А. Н. Косыгина. При его содействии в 1966 году было построено новое здание школы. В школе установлен бюст А. Н. Косыгина и действует музей подарков, подаренных Косыгину.

###### Новосибирск и область
В Новосибирске на здании, в котором работал А. Н. Косыгин (Красный проспект, 29) установлена мемориальная доска. В 2008 году Новосибирскому кооперативному техникуму Новосибирского облпотребсоюза присвоено имя А. Н. Косыгина.

###### Другие регионы России
8 января 1981 года решением исполкома Городского совета Новокузнецка одна из улиц в Новоильинском микрорайоне была названа в честь А. Н. Косыгина, а в июне 2003 года на фасаде библиотеки имени Д. С. Лихачёва была установлена мемориальная доска. 14 сентября 2013 года в городе Костомукше в Карелии был открыт памятник Алексею Косыгину и Урхо Кекконену в честь открытия горно-рудного месторождения и создания города.

###### Украина
В городе Кривой Рог Днепропетровской области (Украина) была улица Косыгина. В мае 2016 году в связи с декоммунизацией улица переименована в Чаривну (укр. Чарівна вулиця).

###### Премии и награды имени А. Н. Косыгина
30 июня 2001 года Российским союзом товаропроизводителей учреждена премия имени А. Н. Косыгина — за реальные достижения в решении фундаментальных и прикладных проблем экономики, за совершенствование и развитие отдельных отраслей экономики. Ежегодно присуждается 20 премий.
17 декабря 2015 года Российским союзом товаропроизводителей была учреждена общественная награда — «Орден А. Н. Косыгина».

###### Прочее
Лихтеровоз «Алексей Косыгин» спущен на воду в 1984 году.
Имя «Алексей Косыгин» получил четырёхпалубный теплоход проекта PV06, построенный с использованием элементов корпуса и надстройки трёхпалубного теплохода «Ильич» (проект 588). В настоящее время теплоход не сдан в эксплуатацию и находится в затоне посёлка Память Парижской Коммуны в Нижегородской области.

## Отзывы о А. Н. Косыгине

###### Советские и российские авторы
«Он умел взрываться смехом, хохотал заразительно и до упаду. Но только в своей компании. Это часто случалось с Урхо Калева Кекконненом, президентом Финляндии. Они были похожи — тот тоже был внешне сдержанным, суховатым, и они на многие вещи реагировали синхронно, одинаково. С Кекконненом он чувствовал себя как бы „в своей тарелке“, был раскрепощённым, смешливым и быстро реагировал на остроты и весёлые ситуации. Иногда мог и чарку пропустить. Но доминировала в нём, безусловно, дисциплина». — Борис Тереньевич Бацанов, помощник А. Н. Косыгина и зав. секретариатом Совета министров СССР с 1967 по 1980 г.

 Уже после первого инфаркта в 1976 году он стал другим человеком — из Косыгина-победителя, способного решить любые вопросы, он превратился в больного 76-летнего человека. — Гвишиани Алексей Джерменович, внук А. Н. Косыгина.

 Смерть Косыгина совпала с днём рождения Брежнева, и в течение двух—трёх дней страна не знала, что Косыгин умер. — Воротников В. И. Воспоминания. — Глава 6: Брежнев.

 Я бы сказал, что он [Косыгин] был человеком, который хотел заниматься не политикой, а только экономикой. Он не любил Хрущёва, очень не любил Брежнева. Когда я его спрашивал насчёт программы перехода к коммунизму в 20 лет, входящей в программу КПСС, он отвечал: «Меня это не касается, я в этом деле не участвовал». Но как-то, когда мы были наедине, я спросил: «Но цифры-то откуда взяли? Ведь это же должно было через Вас проходить?» «Нет, — говорит он, — со мной не советовались». «А вот Вы мне показали свой доклад, там другие цифры». А он отвечает: «Ну так что ж, ясно, что мы не выполняем то, что написано». Я говорю: «Так откуда же эти цифры?» Он молча указывает пальцем на потолок. — Ойзерман Т. И. Интервью Вестнику МГУ. — 2004.

❬…❭ Далее Косыгин говорил о кадровых вопросах и вдруг договорился до того, что сказал: «Создание в своё время совнархозов тоже было проявлением национализма». (Какая чушь!) «В нашем искусстве, театрах, кино очень много отступлений от нашей идеологии. В мемуарной литературе, особенно военной, слабо освещают роль партии, её организаторскую силу. Непонятно, почему на Украине должны изучать украинский язык?» (Тут, надо сказать, Косыгин совсем договорился до отъявленного шовинизма. По такому «принципу» во всех союзных республиках должен быть отменён в школах родной язык) ❬…❭ — Шелест П. Е. «Да не судимы будете». — М.: Квинтэссенция, 1994. — С. 510.

❬…❭ Я всегда вспоминал деловитость и чёткость, царившую на заседаниях Совета Министров, которые вёл А. Н. Косыгин. Попробуй устрой на них пустопорожнюю дискуссию. Косыгин тут же оборвёт. Он был немногословен, его эрудиция, основанная на колоссальном опыте, позволяла ему быстро ориентироваться в обсуждавшихся вопросах. Единственное, чего ему, по-моему мнению, не хватало, так это знания сельского хозяйства. Да он этого и не скрывал. Его недоброжелатели из Политбюро, а их было предостаточно, нередко спекулировали на этом. Я удивлялся обширности знаний А. Н. Косыгина и тому, что он хранил в своём мозгу тысячи различных данных. ❬…❭ Косыгин был сдержан, иногда резок в высказываниях, но весьма прост и не любил словопрений, восхвалений и подхалимства. Сегодня, когда со всех сторон слышна критика старого руководства и ему вменяются в вину излишества, я вспоминаю скромный, но весьма уютный дом Косыгиных в Архангельском, в котором они долго жили, независимо от занимаемой главой семьи должности. Этот дом и по внешнему виду и по внутреннему убранству отличался от большого, с претензией на помпезность, мраморного дома Л. И. Брежнева в Заречье. Простота Косыгина была не наигранной, а сутью его как человека. И дело даже не в том, что он, отдыхая в Кисловодске или в санатории «Волжский утёс» в Жигулях, питался в столовой вместе со всеми отдыхающими, а в его поведении, обращении с окружающими. ❬…❭ Была ещё одна черта — интеллигентность, которая отличала Косыгина, да, может быть, ещё Андропова, от других членов Политбюро. ❬…❭ Косыгина не любил Хрущёв, не любил и Брежнев, но оба они сохраняли его как руководителя экономикой страны. — Чазов Е. И. Здоровье и власть. Воспоминания «кремлёвского врача». — М.: Новости, 1992. — 224 с., ил. — (Серия «Время, события, люди»). — ISBN 5—7020—0521—X.
Рассказывали, что Косыгин любил посещать разные общественные места без предупреждения, с одним-двумя охранниками, не афишируя своё присутствие. В подтверждение Анатолий Лысенко вспоминал случай в Тюмени в конце 1960-х годов, когда Косыгин пытался войти в гастроном за полчаса до его закрытия, но получил грубый отпор от пожилой уборщицы, не узнавшей его и заявлявшей, что магазин уже закрыт:

 На крик начали оборачиваться люди и, естественно, стали узнавать Косыгина (портреты его, как и остальных членов Политбюро, висели везде и всегда). «Это же Косыгин!» До бабки дошло не сразу, но когда дошло, она рухнула на колени с воплем: «Батюшка, пощади!» ❬…❭ Громовой хохот, улыбка Косыгина, бегущий на полусогнутых ногах, обливающийся по́том директор. Прилавки, которые за минуту наполнились давно никем не виданными деликатесами. ❬…❭ Алексей Николаевич был человеком крутым.— Анатолий Лысенко. ТВ живьём и в записи.
Крайне положительно отзывался о Косыгине соприкасавшийся с ним лично Н. Н. Месяцев.

###### Зарубежные авторы
Косыгин поразил меня как человек тонкий и многозначительный. Он не упомянул о советском предложении по созданию азиатской системы коллективной безопасности, которое обсуждал со мной в Москве президент Подгорный. Так как я не проявил какого-либо энтузиазма по этому поводу, то Косыгин просто сказал, что СССР являлся и европейской, и азиатской державой. Поэтому русские естественно интересовались тем, что происходит в Юго-Восточной Азии, хотя некоторые и пытались отрицать их право быть азиатами. — Ли Куан Ю. Сингапурская история: Из «третьего мира» – в «первый» — М.: Издательство МГИМО(У) МИД России, 2005.

 Я приезжал в Москву почти ежегодно на протяжении 70-х годов: на Дартмутские встречи или по делам банка. Главным лицом, через которое осуществлялись мои связи с правительством, в это время был Алексей Косыгин, одна из наиболее значимых политических фигур в СССР. Косыгин принимал участие в перевороте, в результате которого был смещён Никита Хрущёв в 1964 году. Высокий худощавый человек с печальным лицом, Косыгин был талантливым менеджером, делавшим чудеса, управляя неподатливой советской экономикой. К моменту нашей встречи он проиграл в борьбе за власть в Кремле руководителю Коммунистической партии Леониду Брежневу и был назначен на подчинённое положение премьера — главного операционного директора советской экономики. ❬…❭ Косыгин завершил нашу встречу, сказав, что «история покажет неправоту тех, кто пытается препятствовать развитию новых отношений между Соединёнными Штатами и СССР», и что «руководство Советского Союза верит в руководство Соединённых Штатов, и они единодушны в своём желании найти новые пути для развития новых отношений между нашими странами». На каждой из первых трёх встреч Косыгин был настроен оптимистично и открыто, предлагая потенциальные области сотрудничества и способы, которыми можно развивать общие проекты. Наша встреча в апреле 1975 года прошла по-иному. После принятия поправки Джексона — Вэника и осуждения Брежневым непредоставления Америкой СССР статуса наибольшего благоприятствования в торговле Косыгин перешёл к конфронтационному стилю общения, который я никогда не чувствовал ранее.— Дэвид Рокфеллер. Клуб банкиров. — М.: Алгоритм, 2013. — ISBN 978-5-4438-0558-0.

## Образ А. Н. Косыгина в кино
- Вячеслав Шалевич воплотил образ А. Н. Косыгина в телесериале «Брежнев» (2005).
- Малоизвестный латвийский актёр Артурс Линдеманис исполнил роль Косыгина в фильме «Космонавт» (2013).